# Tigre (película documental)
Tigre es un cortometraje documental argentino en blanco y negro dirigido por Emilio W. Werner sobre su propio guion que se estrenó en 1937 y que tuvo como protagonista a Tilda Thamar. 
El filme procura reflejar la belleza natural y demás atractivos del delta del Río Paraná, que con una superficie  de 17.500 km² y una longitud de 320 km, nace a la altura del puerto y ciudad de Diamante, provincia de Entre Ríos, Argentina. La zona también es conocida como El  Tigre porque hasta principios del siglo XX hubo en el Delta yaguares, que dieron su nombre al Río Tigre y al partido homónimo y que fueron  cazados hasta su extinción.

## Reparto
- Tilda Thamar

## Premio
La Academia de Artes y Ciencias Cinematográficas de la Argentina otorgó en 1941 una mención especial a Nicolás Proserpio por el montaje de esta película.